# هانس هوغو كلاين
هانس هوغو كلاين (بالألمانية: Hans Hugo Klein)‏ هو قاضي ومحامي وسياسي ألماني، ولد في 5 أغسطس 1936 في ألمانيا. حزبياً، نشط في الاتحاد الديمقراطي المسيحي.

## مناصب
- انتخب كاتب دولة [الإنجليزية]‏ (1982 – 1983).
- انتخب قاضي لدى المحكمة الدستورية الألمانية (20 ديسمبر 1983 – 3 مايو 1996).
- انتخب سكرتير برلماني في ألمانيا [الإنجليزية]‏.
- انتخب عضو في البوندستاغ الألماني خلال فترته النيابية  [لغات أخرى]‏ (13 ديسمبر 1972 – 13 ديسمبر 1976).

## روابط خارجية
- هانس هوغو كلاين على موقع مونزينجر (الألمانية)